# Fixpunktssatsen
Låt {\displaystyle PA} vara Peanos aritmetik. Fixpunktssatsen för {\displaystyle PA} är följande påstående:
För varje formel {\displaystyle \varphi (x)} finns en sats {\displaystyle \delta } sådan att
{\displaystyle PA\vdash \delta \leftrightarrow \varphi (\delta )}
Fixpunktssatsen används flitigt i metalogiska resonemang, till exempel i konstruktionen av gödelsatser, rossersatser och henkinsatser.